# Kanton Renaison
 Renaison is een kanton van het Franse departement Loire. Het kanton maakt deel uit van het arrondissement Roanne.
Het kanton Renaison werd  gevormd ingevolge het decreet van 26 februari 2014 met uitwerking in maart 2015 met Renaison als hoofdplaats 

## Gemeenten
Het kanton omvat volgende gemeenten :
- Ambierle
- Arcon
- Champoly
- Changy
- Chausseterre
- Cherier
- Cremeaux
- Le Crozet
- Juré
- Lentigny
- Noailly
- Les Noës
- Ouches
- La Pacaudière
- Pouilly-les-Nonains
- Renaison
- Sail-les-Bains
- Saint-Alban-les-Eaux
- Saint-André-d'Apchon
- Saint-Bonnet-des-Quarts
- Saint-Forgeux-Lespinasse
- Saint-Germain-Lespinasse
- Saint-Haon-le-Châtel
- Saint-Haon-le-Vieux
- Saint-Jean-Saint-Maurice-sur-Loire
- Saint-Just-en-Chevalet
- Saint-Marcel-d'Urfé
- Saint-Martin-d'Estréaux
- Saint-Priest-la-Prugne
- Saint-Rirand
- Saint-Romain-d'Urfé
- Saint-Romain-la-Motte
- La Tuilière
- Urbise
- Villemontais
- Vivans